# Château de la Grand'Ville (Brandivy)
Pour l’article homonyme, voir Château de la Grand'Ville.
Le château de la Grand'Ville est un édifice situé à Brandivy, en France.

## Localisation
Le château est situé sur le territoire de la commune de Brandivy, au lieu-dit la Grand'Ville, dans le département du Morbihan en région Bretagne.

## Description
Le château date du quatrième quart du XVe siècle. Édifice de plan en L correspond à un bâtiment ancien, augmenté d'une aile en retour d'équerre au nord-ouest. Décor de style néogothique,.

## Historique
L'origine de la construction peut être située autour de 1500, époque à laquelle la seigneurie appartient à la famille de Gouyon de la Grandville. Le château est entièrement remanié à la fin du XIXe siècle ou au début du XXe siècle, avec notamment la construction de l'aile en retour nord-ouest, la recomposition de la façade sud et la redistribution des intérieurs.
Le château est inscrit à l'Inventaire général du patrimoine culturel en 1986 et au titre des monuments historiques par arrêté du 14 janvier 2022,,.

## Protection
Éléments protégés : le château en totalité, le parc paysager avec ses allées.